# Лулочай
Лулочай (Лул-чай; азерб. Lülo çayı) — горная река в Исмаиллинском районе Азербайджана. Левый приток реки Гирдыманчай.
Протекает через посёлок Лагич, деля его на два жилых района — собственно Лагич и Аракирд.